# Chiesa di Notre-Dame (Montréal)
La prima chiesa di Notre-Dame (in francese: première église Notre-Dame à Montréal) era un edificio religioso della Vecchia Montreal esistente dal 1682 al 1830. Dal 1821 al 1822 è stata la prima cattedrale cittadina.

## Storia
Nel 1657 l'Ordine Sulpiziano Cattolico Romano arrivò a Ville-Marie, primo nucleo di Montreal, e vi fondarono una parrocchia dedicata alla Nostra Donna. L'edificio parrocchiale di Notre-Dame fu costruito tra il 1672 e il 1682. 
La chiesa fu la prima cattedrale della diocesi di Montreal, dal 1821 al 1822. 
Nel 1824 la capienza dell'edificio era ormai insufficiente per la comunità. James O'Donnell, un irlandese-americano protestante di New York, fu incaricato di progettare una nuova basilica di Notre-Dame. La vecchia chiesa fu quindi demolita nel 1830 e il campanile nel 1843. Oggi ne restano solo le fondazioni sotto Place d'Armes, dissotterrate durante i lavori di ristrutturazione 2009-2011 della piazza.

## Organisti
- Jean Girard (1725-1765)